# 前川建志
前川 建志（まえかわ たけし、3月11日 - ）は、日本の男性声優、ナレーター。北海道出身。

## 人物
シャイン2期生。以前はアクセントに所属していた。
趣味はカメラ、ウォーキング。
日商簿記2級・秘書検定2級・ITパスポート・危険物取扱者乙種4類・普通自動車第一種運転免許・MOS Expert・ACP Photoshop CCの有資格者。
CM・VP・番組など多岐にわたるナレーションを担当。
2014年 - 2020年までテレビ東京の経済ニュース番組ワールドビジネスサテライト（WBS）のメインナレーターを務める。
2024年3月31日付けで在籍したアクセントを退所した。

## 出演作品

### テレビアニメ
- 砂ぼうず（2004年、傭兵）
- 魔法少女リリカルなのは（2004年、鮫島）
- エレメンタル ジェレイド（2005年、ファルク総監、素体マール、兵士）
- NARUTO -ナルト-（2005年、ハンザキ軍団）
- まじめにふまじめ かいけつゾロリ（2005年、お客）
- 夜明け前より瑠璃色な 〜Crescent Love〜（2006年、黒服の男）

### OVA
- とらいあんぐるハート 〜Sweet Songs Forever〜（2002年、デニス、エリスの部下）
- 炎の蜃気楼〜みなぎわの反逆者〜（2004年、怨霊）
- いちご100%（2005年、柔道部員）
- 円盤皇女ワるきゅーレ 星霊節の花嫁（2005年、巨漢）

### ドラマCD
- 美女が野獣（鰐淵貴美）

### BLCD
- 浪漫狩り（村人B・弁護士）

### 吹き替え
- ハービー/機械じかけのキューピッド

### ナレーション
- 日テレ イベントインフォメーション
- 釣りビジョン 本流のライセンス
- フジテレビ オリンピック特番
- フジテレビ マラソン特番
- アニマルプラネット「セレンゲティのビッグキャット」
- ディスカバリーチャンネル「世界を変えた鉄道」
- ヒストリーチャンネル「北原白秋の妻 俊子 〜波乱に満ちた愛の奇跡〜」
- 日本映画専門チャンネル
- ナショナルジオグラフィックチャンネル
- チャンネルNECO
- Jスポーツ
- BS11 イレブン競馬
- BS11 神秘なる宇宙
- BS JAPAN 流鏑馬に生きる　武士の矜持　小笠原流850年の伝統
- テレビ東京 ワールドビジネスサテライト　(2014年〜2020年)
- dTV「Roots」

### TVCM
- Canon
- TOYOTA
- VOLVO
- 三菱自動車
- Land Rover
- Peugeot
- SUZUKI
- 日本コカコーラ
- キリンビール
- NTTdocomo
- SONY
- 資生堂
- カネボウ
- DENSO
- FUJITSU
- Michenlin
- ヨコハマタイヤ
- 西川株式会社
- ロート製薬
- SANYO

### TVスポットナレーション
- ミュージカル アニー
- ミュージカル エビータ
- 日テレ HALLOWEEN LIVE
- 舞台 魔界転生
- 舞台 里見八犬伝
- キャラメルボックス ゴールデンスランバー
- キャラメルボックス ティアーズライン
- キャラメルボックス スロウハイツの神様

### パチンコ
- CR怨み屋本舗（鎧塚凱夢、荒羽天馬）